# Pourriture grise
La pourriture grise est une maladie cryptogamique due au champignon Botrytis cinerea (Botryotinia fuckeliana).
Ce champignon est très souvent saprophyte. C'est-à-dire qu'il se développe sur de la matière organique morte ou en décomposition, et a aussi la caractéristique de pouvoir se développer sur de la matière vivante, en particulier des fleurs (rosier) ou des fruits charnus (raisin, fraise, etc.). Sur les raisins, il est responsable aussi de la pourriture noble qui se développe à une autre période selon l'état physiologique de la plante.
Elle se développe essentiellement en situation humide. En situation chaude l'attaque s'aggrave avec le risque de pourriture acide. Dans ce cas, la pourriture détruit la pectine des pellicules des fruits, la rendant perméable à l'extérieur. C'est l'attaque des bactéries acétiques, ayant accès à l'intérieur du fruit qui transformeront le sucre en vinaigre, on parle de piqûre acétique.

## Symptômes du Botrytis
Les fruits ou les légumes se recouvrent d'un feutrage brunâtre puis gris caractéristique. 
Les fleurs atteintes se flétrissent et les feuilles se couvrent de taches de couleurs crème à brunes puis pourrissent ou sèchent. En général, les tiges atteintes de taches sèchent et le rameau les portant meurt, quant aux racines, elles pourrissent.
L'importance des dégâts est variable et peut se limiter à quelques fleurs ou feuilles, mais parfois elle peut aller jusqu'à compromettre une récolte.
On retrouve des traces de l'existence de cette maladie depuis l'Antiquité, celle-ci pouvant effectuer des ravages dans les cultures, mais reste cependant maîtrisée par les agriculteurs.